# Maijansaari (del av en ö)
Maijansaari är en del av en ö i Finland.   Den ligger i kommunen Pyttis i  landskapet Kymmenedalen, i den södra delen av landet, 110 km öster om huvudstaden Helsingfors. Arean är 0,65 kvadratkilometer. Ön är sammanvuxen med ön Lövkulla.
Terrängen på Maijansaari är mycket platt. Öns högsta punkt är 10 meter över havet. Den sträcker sig 1,0 kilometer i nord-sydlig riktning, och 1,3 kilometer i öst-västlig riktning.  I omgivningarna runt Maijansaari växer i huvudsak blandskog.